# Allium rude
Allium rude är en amaryllisväxtart som beskrevs av Jie Mei Xu. Allium rude ingår i släktet lökar, och familjen amaryllisväxter. Inga underarter finns listade i Catalogue of Life.